# 梅木真美
梅木 真美（うめき まみ、1994年12月6日 - ）は、大分県玖珠郡九重町出身の日本の女子柔道家。バスト107 cm。リーチ174 cm。握力は右40 kg、左40 kg。組み手は左組み。得意技は大外刈、寝技(とりわけ三角絞)。

## 人物
母親はバレーボールのカネボウの一員として実業団で活躍していた橋口英子（のちの梅木英子）。

## 中学まで
大分県の山間部で畜産業を営む一家の三女として生まれた。幼少の頃から牛の世話をしたり、敷地内にある田んぼで藁を積んだりと実家の手伝いに勤しんでいた。淮園小学校3年の時に、地元の道場で師範を務めていた駐在に、体の大きさを見込まれて勧誘されたことがきっかけで、ここのえ柔道クラブにおいて柔道を始めることになった。体が大きかったために男子とよく練習させられたのは嫌なことだったという。一方、この当時は小学校の綱引きクラブにも所属しており、女子8人制では九州大会で2位になったこともあった。なお、小学校には徒歩で1時間もかけて通っていた。
中学は柔道の強豪校で知られる隣の熊本県にある小国中学へ進んだ。夏になると道場を締め切ってストーブをつけながら稽古を積んでいたこともあって練習が嫌でたまらなかったという。2年生の時には県大会の決勝で敗れて全国中学校柔道大会に出場できなかった。3年生の時には県大会に勝って全国中学校柔道大会の70 kg級に出場すると、準決勝で帝京中学3年の吉田佳央理に払腰で有効を取られて3位だった。

## 高校時代
2010年には女子柔道の強豪校で知られる熊本県立阿蘇中央高等学校へ進学して寮生活を送ることになった。1年の時には7月の金鷲旗の準々決勝で東京の淑徳高校と対戦するが、大将戦で63 kg級の3年生である太田晴奈に袈裟固で敗れてチームはベスト8にとどまることになった。8月のインターハイ団体戦では準々決勝で大阪の星翔高校と対戦して3年生の安井佳奈と引き分けるも、チームメイトの金子岬加が敗れたことでベスト8に終わった。しかしながら、個人戦では78 kg級に出場すると、決勝で敬愛高校3年の濱砂香澄を隅落で破るなど初戦から6試合オール一本勝ちで1年生にして優勝を果たした。この際に監督の松岡静也は、「ロンドン五輪を目指すには、ここで優勝するしかなかった。体幹の強さと心はピカイチ。世界チャンピオンになれる」「オリンピックで金メダルを獲れる選手だ」とコメントした。10月の国体少年女子の部では熊本県チームの大将で出場すると、決勝で愛知県チームの大成高校1年の藤原恵美を有効で破ってチームを優勝へ導いた。11月の講道館杯では初戦で山梨学院大学4年の生田茜に有効で敗れ、12月のエクサンプロヴァンスジュニア国際では決勝で地元フランスのマリーヌ・エルに敗れて2位だった。
2年の時には5月のフランスジュニア国際の決勝で地元フランスのモルアン・パリゾを大外刈で破るなどオール一本勝ちで優勝した。6月の韓国ジュニア国際では決勝でカザフスタンのユリヤ・オラズバイエワを横四方固で破るなどこれまたオール一本勝ちで制した。7月の金鷲旗決勝では敬愛高校と対戦すると、大将戦で1年生の岡史生を合技で破って、1年先輩の吉村静織などとともにチームの初優勝に貢献することとなった。今回の優勝で阿蘇高校は高校選手権、インターハイに次いで高校3大タイトルをようやく獲得した。また、秋からは阿蘇清峰高校と統合して阿蘇中央高校と名称を変更することで、現校名で最後のチャンスをものにすることにもなった。8月のインターハイの団体戦では決勝で富山の高岡龍谷高校と対戦して3年生の濱本舞美を大内刈で破るも、チームメイトの吉村と金子が敗れたことで2位にとどまった。個人戦ではチーム事情により1階級上の78 kg超級に出場するものの、準々決勝で鹿児島南高校3年の稲森奈見に一本背負投で敗れて5位だった。9月の全日本ジュニアでは決勝で環太平洋大学1年の濱砂を指導2で破って優勝した。10月の国体少年女子の部では前年に続いて決勝で愛知県チームと対戦するが、藤原に崩袈裟固で敗れて2位にとどまった。続く世界ジュニアでは決勝で韓国のユン・ヒョンジと対戦すると、先に大腰で技ありを取られるものの、その後得意の三角絞で絞め落として逆転勝ちを収めた。なお、この当時は部内で色々な問題が持ち上がり、一部の生徒は他校へ転向すると、監督も内藤寿是に代わることになった。2012年3月の全国高校選手権個人戦には無差別に出場すると、準決勝で淑徳高校2年の橋本珠未に判定で敗れて3位だった。団体戦では決勝で埼玉栄高校と対戦すると、大将戦で小針由江と引き分けとなるが、1年後輩の土井雅子が敗れたことで2位に終わった。
3年の時には6月に右膝を手術した。それから間もない7月の金鷲旗では準々決勝で東京の渋谷教育学園渋谷高校と対戦すると、大将戦で1年生の朝比奈沙羅に技ありで敗れてベスト8にとどまった。8月のインターハイ個人戦では前年に続いて78 kg超級に出場するものの、2回戦で朝比奈に払腰で敗れた。団体戦では決勝で渋谷教育学園渋谷高校と対戦して中堅戦で朝比奈に横四方固で敗れるも、チームメイトの土井と上村綾香が勝利したことでチームは優勝することになった。9月の全日本ジュニアでは決勝で山梨学院大学1年の西田香穂を有効で破って2連覇を果たした。続くアジアジュニアでは、決勝で前年の世界ジュニアに続いてユン・ヒョンジを縦四方固で破るなどオール一本勝ちで優勝した。10月の国体少年女子の部では決勝で東京チームと対戦して朝比奈と引き分けるも、チームメイトの土井が代表戦で勝利して、今大会2年ぶりの優勝を果たすことになった。11月の講道館杯では準々決勝でコマツの岡村智美に大内刈で敗れると、3位決定戦でもミキハウスの穴井さやかに指導2で敗れて5位に終わった。12月にはワールドカップ・チェジュに出場すると、準決勝で韓国の鄭敬美に有効で敗れるも、3位決定戦でモンゴルのバトトゥルガ・ムンフトゥヤを上四方固で破って3位になった。2013年2月のヨーロッパオープン・ソフィアでは準決勝でフランスのオドレー・チュメオに技ありで敗れるが、3位決定戦で大阪体育大学2年の日髙美沙希を横四方固で破って3位になった。

## 大学時代
4月からは環太平洋大学へ進学した。いくつもの大学へ出稽古に行った中で環太平洋大学は一番きつかったことから、当初は絶対行きたくないと思っていた。しかしながら、母親から｢どうせやるなら一番きついところでやるのがいいんじゃない｣とアドバイスを受けたことや、総監督である1992年バルセロナオリンピック71 kg級金メダリストである古賀稔彦に「俺と一緒に世界一になろう」と口説かれたことで、環太平洋大学で古賀や監督の矢野智彦の指導を受けることに決めた。
1年の4月には選抜体重別に出場するが、初戦でコマツの佐藤瑠香に技ありで敗れた。6月には優勝大会の決勝で山梨学院大学と対戦すると、大将戦で3年生の井上愛美に払腰で敗れたものの、チームメイトである4年生のヌンイラ華蓮らが勝利したことでチームは優勝した。7月にロシアのカザニで開催されたユニバーシアードでは準決勝でハンガリーのヨー・アビゲールに有効で敗れるが、3位決定戦でドイツのマイケ・ツィーヒを横四方固で破って3位になった。9月の全日本ジュニアでは淑徳高校1年の浜未悠を崩上四方固で破って3連覇を達成した。学生体重別では広島大学3年の重永聡美を合技で破って優勝した。10月の学生体重別団体では決勝で東海大学と対戦すると、高校の先輩である3年の瀬川直莉を大内刈で破るなど4戦全て一本勝ちしてチームの優勝に貢献した。11月の講道館杯では準々決勝で岡村に小外掛で敗れるが、その後の3位決定戦で西田を三角絞で破って3位になった。2014年2月のヨーロッパオープン・ローマでは決勝でイギリスのナタリー・パウエルを払腰で破るなどオール一本勝ちで優勝した。
2年の4月には選抜体重別に出場するが、準決勝で岡村に技ありで敗れた。6月の優勝大会では決勝で前年に続いて山梨学院大学と対戦するが、大将戦で井上と引き分けに終わるなどしてチームも2位にとどまった。7月のグランドスラム・チュメニでは準決勝でアメリカのケイラ・ハリソンに有効で敗れると、3位決定戦でも岡村に有効で敗れて5位に終わった。9月に韓国の仁川で開催されたアジア大会では初戦で薛京（北朝鮮）と対戦するが、会場全体が薛京を応援する異様な雰囲気の中で力を出し切れず技ありを取られて敗れたものの、その後の3位決定戦でモンゴルのバトトゥルガを上四方固で破って3位になった。アジア大会の5日後に開かれた学生体重別では、決勝で帝京大学3年の赤嶺麻祐を小外掛で破って2連覇を成し遂げた。10月の学生体重別団体では準々決勝で帝京科学大学と対戦するが、大将戦で3年生の谷村美咲に合技で敗れてチームも5位に終わった。11月の講道館杯では決勝まで進むと、予てより目標にしてきた高校の4年先輩で元世界2位である了徳寺学園職員の緒方亜香里を指導2で破って初優勝を果たした。12月のグランドスラム・東京では初戦で韓国のパク・ユジンに指導2で敗れた。2015年2月のヨーロッパオープン・オーバーヴァルトでは決勝で自衛隊体育学校の濱田尚里を釣込腰で破って優勝した。
3年になると、4月の選抜体重別では準決勝で三井住友海上の高山莉加に大内刈で敗れて3位に終わるものの、実績を考慮された上で世界選手権代表に選ばれた。全日本選手権では準々決勝でミキハウスの山部佳苗に足車で敗れて5位だった。5月のアジア柔道選手権では決勝で薛京をGSに入ってから崩上四方固の一種三角固 で破るなどオール一本勝ちして優勝を飾った。6月のグランプリ・ブダペストでは準々決勝でハリソンに指導1で敗れると、その後の3位決定戦でもドイツのルイーゼ・マルツァンに大腰で敗れて5位だった。優勝大会では3回戦で筑波大学と対戦すると、大将戦で藤原に有効で勝つもチームは敗れた。8月にカザフスタンのアスタナで開催された世界選手権では予想外の活躍で決勝まで進むと、スロベニアのアナマリ・ベレンシェクをGSに入ってから横四方固で一本勝ちして優勝を飾った。IJFワールド柔道ツアーの対象大会であるグランドスラムやグランプリでは一度も3位以内に入ったことさえなかったにもかかわらず、IJFワールド柔道ツアー最上位の世界選手権に初出場で勝利を収めることになった。大会後の優勝インタビューでは、「優勝の瞬間は世界一の実感がなかったけど、金メダルを取れてうれしい。寝技に持ち込んだらしつこく攻めようと思っていた。スタミナには自信があった。」と語った。また、今大会で毎試合前に入念な戦略を授けていた古賀は、「（梅木の愛称である）猛牛が『闘牛』になりましたね」とコメントした。9月には世界選手権で優勝したことにより、出身地の九重町から町民栄誉賞が贈られることになった。さらには県民栄誉賞にあたる県賞詞も贈られた。10月の体重別団体では準々決勝で帝京大学と対戦して勝利するも、チームは敗れて5位にとどまった。
12月のグランドスラム・東京では準々決勝で2014年の世界チャンピオンであるブラジルのマイラ・アギアルに上四方固で一本勝ちするも、準決勝でハリソンに指導1で敗れると、3位決定戦でも世界選手権決勝で破ったベレンシェクに有効で敗れて5位にとどまり、自身21回目の誕生日を勝利で飾ることはできなかった。2016年2月のグランドスラム・パリでは2回戦でモンゴルのプレブジャルガル・ルハムデグドに技ありを取られて敗れた。
4年の時には4月の選抜体重別の準決勝で先輩の緒方に指導1で敗れて3位に終わったものの、実績で2016年リオデジャネイロオリンピック代表には選出された。代表決定後の会見では、「金メダルを取れるように、自分の力をしっかり発揮してきたいです。前に出て勝ちにいきます」とコメントした。
5月にはグランドスラム・バクーに出場するが、準決勝でオランダのフーシェ・ステーンハイスにGSに入ってから指導を取られて3位にとどまった。続いてワールドマスターズにも出場予定だったが、左膝内側側副じん帯損傷のため出場を取り止めた。迎えた8月のリオデジャネイロオリンピックでは初戦となる2回戦でハンガリーのヨーから指導2と有効を取られると、更に終了間際にも有効を追加されて完敗し、日本代表で唯一1勝もできずにオリンピックの舞台を去ることになった。この結果に柔道を辞めたくなったが、周囲の支えもあって立ち直ることができたという。10月には体重別団体に出場すると、決勝の東海大学戦で一本勝ちするなどして、チームの優勝に貢献した。12月のグランドスラム・東京では準決勝で佐藤に有効で敗れて3位だった。2017年2月のグランプリ・デュッセルドルフでは決勝でフランスのマドレーヌ・マロンガと対戦すると技ありを先取されるが、その後、逆転勝ちするなど、今大会を得意の寝技、すべて横四方固で一本勝ちして優勝を飾った。

## 社会人時代
2017年4月からは綜合警備保障の所属となった。体重別では決勝で濱田を払腰の技ありから後袈裟固で破るなど得意の寝技でオール一本勝ちして今大会初優勝を飾り、世界選手権代表に選出された。5月のグランドスラム・エカテリンブルグでは準決勝で今まで2連敗していたヨーを腕緘で破ると、決勝でもパウエルを腕緘で仕留めるなどしてオール一本勝ちでグランドスラム大会を初制覇した。9月の世界選手権では準々決勝までの3試合を得意の寝技で一本勝ちすると、準決勝でオランダのマリンド・フェルケルクを技ありで破るが、決勝ではリオデジャネイロオリンピック銅メダリストであるアギアルに指導2でリードされると、GSに入った直後に小内刈で技ありを取られて2位にとどまった。12月のグランドスラム・東京では準決勝でステーンハイスに袈裟固で敗れると、3位決定戦でも佐藤に開始早々の小外刈で敗れて5位に終わった。
2018年2月のグランドスラム・パリでは準々決勝で地元のマロンガに合技で敗れると、その後の3位決定戦でも濵田に片羽絞で敗れて5位だった。4月の体重別では初戦で三井住友海上の高山莉加に合技で敗れた。この際に、「これが自分の実力。寝技のチャンスを狙おうとしたけど…。出だしがいつも遅いのが課題。意味のある負けになるよう、しっかり振り返りたい」とコメントした。6月の実業団体2部では初戦の了徳寺学園戦で緒方に反則負けするが、代表戦で緒方に払腰で一本勝ちするなどしてチームの優勝に貢献した。8月のグランプリ・ブダペストでは決勝で高山を谷落で破るなどオール一本勝ちして優勝した。続く実業個人選手権では決勝で高山に技ありで敗れて2位だった。11月の講道館杯では決勝で山梨学院大学4年の泉真生を小外掛で破って優勝した。続くグランドスラム・大阪では準決勝で世界チャンピオンとなった濵田を小外刈で破るも、決勝で佐藤に横四方固で敗れて2位だった。12月のワールドマスターズでは準々決勝でオランダのフーシェ・ステーンハイスに反則勝ちすると、準決勝でマロンガを崩上四方固、決勝で佐藤を合技で破ってオール一本勝ちで優勝した。
2019年2月のグランドスラム・パリでは準々決勝で中国の陳飛に技ありで敗れるも、その後の3位決定戦で佐藤を横四方固で破って3位になった。4月の体重別では準決勝で佐藤に反則負けして3位だった。7月のグランプリ・ザグレブでは得意の三角絞めなどで準決勝まで全て一本勝ちすると、決勝ではフランスのファニー＝エステル・ポスビトをGSに入った直後に内股の技ありで破って優勝した。11月の講道館杯では決勝で三井住友海上の和田梨乃子を小外掛で破って優勝した。グランドスラム・大阪では準決勝でフランスのファニー＝エステル・ポスビトを袈裟固で破ると、決勝では濵田に小外掛で技ありを先取されるも、隅落で逆転勝ちして優勝した。12月のワールドマスターズでは初戦でポスビトに技ありで敗れた。
2020年2月のグランドスラム・パリでは準々決勝で地元のチュメオにに技ありで敗れるも、その後の3位決定戦でスロベニアのクララ・アポテカルに棄権勝ちして3位だった。なお、東京オリンピック代表にはこれまでの成績がライバルの濵田に及ばないと判断されて、選出されなかった。10月の講道館杯では準々決勝で佐藤に合技で敗れるなどして5位だった。11月には2021年に延期された東京オリンピックの補欠に選ばれた。12月の全日本選手権では準々決勝で三井住友海上の稲森奈見に有効で敗れた。
2021年3月のグランドスラム・タシケントでは決勝でクロアチアのカルラ・プロダンを合技で破るなどオール一本勝ちして優勝した。4月の体重別では初戦で佐藤に技ありで敗れた。しかし、世界選手権代表には選出された。6月の世界選手権では準決勝でドイツのアンナ＝マリア・ヴァーグナーに技ありで敗れるも、その後の3位決定戦でウクライナのアナスタシヤ・トゥルチンを合技で破って3位になった。
2022年2月のグランドスラム・パリでは準決勝まで全て一本勝ちするも、決勝で地元フランスのチュメオに技ありで敗れて2位だった。4月の体重別では準決勝で高山に合技で敗れて3位だった。続く全日本選手権では準々決勝で東海大学4年の児玉ひかるに崩袈裟固で敗れた。なお、アジア大会代表に選ばれた。6月のグランドスラム・ウランバートルでは決勝でイスラエルのインバル・ラニルを内股で破るなど、オール一本勝ちして優勝した。8月のアジア選手権では決勝で韓国のイ・チョンギュンを崩上四方固で破るなどオール一本勝ちして優勝した。12月のグランドスラム・東京では準々決勝で濵田に合技で敗れるも、その後の敗者復活戦を勝ち上がって3位になった。
2023年2月のグランドスラム・テルアビブでは準決勝でマロンガに技ありで敗れるも、その後ポスビトを横四方固で破って3位になった。4月の体重別では準決勝でコマツの泉真生に技ありで敗れた。続く全日本選手権では準決勝で東海大学3年の池田紅を送襟絞で破ると、決勝ではSBC湘南美容クリニックの児玉ひかると対戦して有効を先取されるも、横四方固で逆転勝ちして今大会初優勝を飾った。6月のグランドスラム・ウランバートルでは準決勝まで全て一本勝ちするも、決勝で世界チャンピオンとなったラニルに合技で敗れて2位だった。9月のグランドスラム・バクーでは準決勝でヴァーグナーに技ありで敗れるも、3位決定戦でパーク24の和田梨乃子を大外返で破った。12月のグランドスラム・東京では準々決勝でステーンハイスを腕緘で破るも、準決勝でアギアルに開始早々の小内刈で敗れると、3位決定戦ではユン・ヒョンジに合技で敗れて5位だった。この結果により、パリオリンピック代表には選ばれなかった。
2024年2月のグランドスラム・パリでは初戦でウクライナのユリア・クルチェンコに敗れた。4月の体重別では初戦で池田に技ありで敗れた。続く全日本女子選手権では初戦でJR九州の梅津志悠に崩袈裟固で敗れて、今大会2連覇はならなかった。11月の講道館杯では決勝で池田を腕緘で破って優勝した。グランドスラム・東京では準々決勝で韓国のキム・ミンジュに敗れるも、3位決定戦で東海大学3年の杉村美寿希を大外返で破って3位になった。
2025年2月のグランドスラム・バクーでは初戦となる準々決勝でウクライナのユリア・クルチェンコに合技で敗れるも、その後の敗者復活戦を勝ち上がって3位になった。4月の体重別では初戦で泉に反則負けを喫した。7月のグランドスラム・ウランバートルでは決勝でポルトガルのパトリシア・サンパイオに合技で敗れて2位だった。

## 世界ランキング
IJF世界ランキングは3400ポイント獲得で19位（25/2/17現在）。
- IJF世界ランキングの年度別変遷

|      | 2012年 | 2013年 | 2014年 | 2015年 | 2016年 | 2017年 | 2018年 | 2019年 | 2020年 | 2021年 | 2022年 | 2023年 | 2024年 |
| ---- | ------ | ------ | ------ | ------ | ------ | ------ | ------ | ------ | ------ | ------ | ------ | ------ | ------ |
| 順位 | 70     | 75     | 25     | 7      | 12     | 6      | 4      | 11     | 7      | 13     | 13     | 13     | 27     |

(出典、JudoInside.com)

## 柔道スタイル
梅木は左組み手から相手の奥襟を掴んで得意の大外刈や払腰を仕掛ける。高校では立ち技より寝技の練習に時間を割いていたこともあって、寝技も得意にしている。特に三角絞や三角絞からの抑込技三角固を試合ではよく見せる。かくの如き柔道スタイルは、梅木の高校の先輩でもある緒方によく似ていると梅木本人も自覚している。
なお、外国選手は腕力が強いので力で対抗し過ぎないように自分の組み手を作っていくことも一方で心がけている。
高校時代にはコーチなどから、「組み手がうまい。相手によって奥襟の取り方を変えるなど、頭を使った柔道をする」と評されていた。
大学の総監督である古賀氏は「試合終盤までスタミナが切れず、寝技に持ち込める。国内ならどの選手でも抑え込む力がある」と語っている。
他方、立ち上がりが遅く、ケンカ四つの相手には引き手が不十分となり、もたつく傾向にあるとの指摘がなされている。
また、梅木は課題として「動きを止めてしまう悪い癖を修正し流れの中での組み手を磨いています」という。

## 主な戦績
| 年月       | 大会                                 | 成績                            |
| ---------- | ------------------------------------ | ------------------------------- |
| 2009年8月  | 全中                                 | 3位(70 kg級)                    |
| 2010年7月  | 金鷲旗                               | 5位                             |
| 2010年8月  | インターハイ                         | 個人戦 優勝 団体戦 5位          |
| 2010年10月 | 国体 少年女子の部                    | 優勝                            |
| 2010年12月 | エクサンプロヴァンスジュニア国際     | 2位                             |
| 2011年5月  | フランスジュニア国際                 | 優勝                            |
| 2011年6月  | 韓国ジュニア国際                     | 優勝                            |
| 2011年7月  | 金鷲旗                               | 優勝                            |
| 2011年8月  | インターハイ                         | 個人戦 78 kg超級 5位 団体戦 2位 |
| 2011年9月  | 全日本ジュニア                       | 優勝                            |
| 2011年10月 | 国体 少年女子の部                    | 2位                             |
| 2011年10月 | 世界ジュニア                         | 優勝                            |
| 2012年3月  | 全国高校選手権                       | 個人戦 無差別 3位 団体戦 2位    |
| 2012年7月  | 金鷲旗                               | 5位                             |
| 2012年8月  | インターハイ                         | 団体戦 優勝                     |
| 2012年9月  | 全日本ジュニア                       | 優勝                            |
| 2012年9月  | アジアジュニア                       | 優勝                            |
| 2012年10月 | 国体                                 | 優勝                            |
| 2012年11月 | 講道館杯                             | 5位                             |
| 2012年12月 | ワールドカップ・チェジュ             | 3位                             |
| 2013年2月  | ヨーロッパオープン・ソフィア         | 3位                             |
| 2013年6月  | 優勝大会                             | 3位                             |
| 2013年7月  | ユニバーシアード                     | 3位                             |
| 2013年9月  | 全日本ジュニア                       | 優勝                            |
| 2013年10月 | 学生体重別                           | 優勝                            |
| 2013年11月 | 学生体重別団体                       | 優勝                            |
| 2013年11月 | 講道館杯                             | 3位                             |
| 2014年2月  | ヨーロッパオープン・ローマ           | 優勝                            |
| 2014年4月  | 選抜体重別                           | 3位                             |
| 2014年6月  | 優勝大会                             | 2位                             |
| 2014年7月  | グランドスラム・チュメニ             | 5位                             |
| 2014年9月  | アジア大会                           | 3位                             |
| 2014年9月  | 学生体重別                           | 優勝                            |
| 2014年10月 | 体重別団体                           | 5位                             |
| 2014年11月 | 講道館杯                             | 優勝                            |
| 2015年2月  | ヨーロッパオープン・オーバーヴァルト | 優勝                            |
| 2015年4月  | 選抜体重別                           | 3位                             |
| 2015年4月  | 全日本選手権                         | 5位                             |
| 2015年5月  | アジア選手権                         | 優勝                            |
| 2015年6月  | グランプリ・ブダペスト               | 5位                             |
| 2015年8月  | 世界選手権                           | 優勝                            |
| 2015年10月 | 体重別団体                           | 5位                             |
| 2015年12月 | GS東京                               | 5位                             |
| 2016年4月  | 選抜体重別                           | 3位                             |
| 2016年5月  | GSバクー                             | 3位                             |
| 2016年8月  | リオデジャネイロオリンピック         | 2回戦（初戦）敗退               |
| 2016年10月 | 体重別団体                           | 優勝                            |
| 2016年12月 | GS東京                               | 3位                             |
| 2017年2月  | GPデュッセルドルフ                   | 優勝                            |
| 2017年4月  | 選抜体重別                           | 優勝                            |
| 2017年5月  | GSエカテリンブルグ                   | 優勝                            |
| 2017年9月  | 世界選手権                           | 2位                             |
| 2017年12月 | GS東京                               | 5位                             |
| 2018年2月  | GSパリ                               | 5位                             |
| 2018年6月  | 実業団体2部                          | 優勝                            |
| 2018年8月  | GPブダペスト                         | 優勝                            |
| 2018年8月  | 実業個人選手権                       | 2位                             |
| 2018年11月 | 講道館杯                             | 優勝                            |
| 2018年11月 | GS大阪                               | 2位                             |
| 2018年12月 | ワールドマスターズ                   | 優勝                            |
| 2019年2月  | GSパリ                               | 3位                             |
| 2019年4月  | 選抜体重別                           | 3位                             |
| 2019年7月  | GPザグレブ                           | 優勝                            |
| 2019年11月 | 講道館杯                             | 優勝                            |
| 2019年11月 | GS大阪                               | 優勝                            |
| 2020年2月  | GSパリ                               | 3位                             |
| 2020年10月 | 講道館杯                             | 5位                             |
| 2020年12月 | 全日本選手権                         | 5位                             |
| 2021年3月  | GSタシケント                         | 優勝                            |
| 2021年6月  | 世界選手権                           | 3位                             |
| 2022年2月  | GSパリ                               | 2位                             |
| 2022年4月  | 選抜体重別                           | 3位                             |
| 2022年4月  | 全日本選手権                         | 5位                             |
| 2022年6月  | GSウランバートル                     | 優勝                            |
| 2022年8月  | アジア選手権                         | 優勝                            |
| 2022年12月 | GS東京                               | 3位                             |
| 2023年2月  | GSテルアビブ                         | 3位                             |
| 2023年4月  | 選抜体重別                           | 3位                             |
| 2023年4月  | 全日本選手権                         | 優勝                            |
| 2023年6月  | GSウランバートル                     | 2位                             |
| 2023年9月  | GSバクー                             | 3位                             |
| 2023年12月 | GS東京                               | 3位                             |
| 2024年11月 | 講道館杯                             | 優勝                            |
| 2024年12月 | GS東京                               | 3位                             |
| 2025年2月  | GSバクー                             | 3位                             |
| 2025年6月  | GSウランバートル                     | 2位                             |

(出典、JudoInside.com)

## 有力選手との対戦成績
(2025年12月現在)
| 国籍                       | 選手名                 | 内容                   |
| -------------------------- | ---------------------- | ---------------------- |
| 日本の旗                   | 緒方亜香里             | 2勝2敗                 |
| 日本の旗                   | 濱田尚里               | 4勝2敗(うち4戦1本勝ち) |
| 日本の旗                   | 佐藤瑠香               | 2勝6敗(うち2戦1本勝ち) |
| アメリカ合衆国の旗         | ケイラ・ハリソン       | 3敗                    |
| フランスの旗               | オドレー・チュメオ     | 2敗                    |
| ブラジルの旗               | マイラ・アギアル       | 1勝2敗(うち1戦1本勝ち) |
| 朝鮮民主主義人民共和国の旗 | 薛京                   | 2勝1敗(うち1戦1本勝ち) |
| スロベニアの旗             | アナマリ・ベレンシェク | 1勝1敗(うち1戦1本勝ち) |
| ドイツの旗                 | ルイーゼ・マルツァン   | 1勝1敗                 |
| ハンガリーの旗             | ヨー・アビゲール       | 1勝2敗(うち1戦1本勝ち) |

(参考資料：ベースボールマガジン社発行の近代柔道バックナンバー、JudoInside.com等)